# Slag bij Vimy
De Slag bij Vimy (in het Engels bekend als Battle of Vimy Ridge) vond plaats van 9 tot 12 april 1917 tussen Canadese troepen, ondersteund door de Britten, en Duitse troepen aan het westfront tijdens de Eerste Wereldoorlog.
De heuvelrug van Vimy is een helling aan de westkant van de vlakte van Douai, zo'n acht kilometer ten noorden van Arras. De heuvelrug heeft een zachte helling aan de westkant, maar zakt steiler aan de oostkant. De rug is zo'n zeven kilometer lang en gaat tot ongeveer 145 meter boven zeeniveau, zo'n 60 meter boven de omliggende vlakte, en biedt zo een vrij vergezicht in alle richtingen.
In oktober 1914 was de heuvelrug al in Duitse handen gevallen bij de Race naar de Zee. Het 10de Franse Leger probeerde bij de Tweede Slag om Artesië in mei 1915 de Duitsers uit de streek te verdrijven door hun posities op de heuvelrug van Vimy en de heuvel van Notre-Dame-de-Lorette aan te vallen. De Franse 1ste Marokkaanse Divisie kon de hoogte even veroveren, maar kon deze niet vasthouden door gebrek aan versterkingen. In september 1915 deden de Fransen bij de Derde Slag om Artesië opnieuw een poging, maar zonder succes. Er vielen bij de Fransen zo'n 150.000 doden en gewonden. In februari 1916 loste het Britse 17de legerkorps de Fransen in de sector af. Op 21 mei 1916 viel de Duitse infanterie de Britse linies over zo'n twee kilometer front aan om hen terug te dringen van hun posities aan de voet van de heuvelrug. De Duitsers namen verschillende Britse tunnels en mijnkraters in, voor ze hun opmars staakten en zich ingroeven. Een Britse tegenaanval op 22 mei bracht geen verandering. In oktober 1916 loste het Canadese Korps het Britse 4de Korps af.
In april 1917 werd een grootschalige Canadese aanval uitgevoerd, de slag om Vimy, bekend als de "Battle of Vimy Ridge". Het was de eerste keer dat de vier Canadese divisies samen deelnamen aan een veldslag als een formatie. Omwille van de omvang van de geplande Canadese aanval werden ze ondersteund door Britse divisies. De aanval begon om 5.30 uur op paasmaandag 9 april 1917. De Duitsers werden teruggedrongen en de eerste objectieven werden de eerste dag al veroverd. De aanval werd voortgezet op 10 april en de meeste Duitse posities op de heuvelrug werden veroverd. Tegen de nacht van 12 april hadden de Canadezen de heuvelrug van Vimy stevig in handen. Aan Canadese zijde waren 10.602 slachtoffers gevallen, meer bepaald 3.598 doden en 7.004 gewonden.
De veldslag heeft een speciale betekenis voor Canada. Hoewel het niet de grootste militaire verwezenlijking van Canada was, gaf het beeld van nationale eenheid en succes de slag zijn belang.
Luik · Halen · Grenzen · 1ste Marne · Antwerpen · Race naar de Zee · 1ste Ieper · Neuve-Chapelle · 2de Ieper · 2de Artesië · Heuvel 62 · 3de Artesië · Loos · Verdun · Hulluch · Mount Sorrel (Zillebeke) · Somme · Arras · Vimy · 2de Aisne (Nivelle-Offensief) · Mesen · 3de Ieper (Passendale) · Cambrai · Lenteoffensief (Michael · Blücher-Yorck · Gneisenau · Georgette — 4de Ieper · 2de Marne — Rheims-Marneschutz) · Belleaubos · Château-Thierry · Hamel · Honderddagenoffensief